# Saltovsko-majaška kultura
Saltovsko-majaška kultura (rusko cа́лтовская культура, sáltovskaja kultura, ukrajinsko Cалтівсько-Маяцька культура, Saltivsʹko-Mayatsʹka kulʹtura,  Салтівська культура, Saltivska kulʹtura,) je arheološka kultura železne dobe v južni Rusiji in jugovzhodni Ukrajini. Trajala je od sredine 8. do začetka 10. stoletja, ko je v tej regiji vladal Hazarski kaganat.
Ime je dobila po dveh velikih najdiščih: najdišču Saltovski pri vasi Verhni Saltov na desnem bregu Severskega Donca, Harkovska oblast, kjer so se izkopavanja začela leta 1900, in naselju Majacki blizu izliva reke Tihaja Sosna v Don, Voroneška oblast, kjer so se izkopavanja začela leta 1906). Kulturo je leta 1926 izoliral sovjetski arheolog Sergej Nikolajevič Zamjatnin. Istočasno je izšlo delo, posvečeno saltovski kulturi, ki ga je napisal Vasilij Aleksandrovič Babenko.
V ožjem smislu je to kultura prebivalstva gozdno-stepskega dela Donske regije, ki se je razvila kot posledica priseljevanja alanskih plemen v to regijo. Genetsko je  povezana z alansko kulturo severnega Kavkaza. V širšem smislu je saltovsko-majaška kultura običajno opredeljena kot "državna kultura Hazarskega kaganata" in geografsko  vključuje stepski Don, Azov, Taman, vzhodni Krim, spodnjo Volgo in kaspijski Dagestan. V tem primeru je razdeljena na dve lokalni različici: gozdno-stepsko alansko, ki jo v antropološkem smislu predstavlja dolihokefalno prebivalstvo, in stepsko, konvencionalno imenovano "bolgarsko", z brahikefalnim prebivalstvom. Slednja se deli na več teritorialnih razčičic. Kulturo je kot hipotezo prvi definiral M.I. Artamanov v 50. letih prejšnjega stoletja, ki je saltovske spomenike združil s tipološko in zgodovinsko bližnjim območjem Spodnjega Dona. Koncept je dobil končno obliko v delih S.A. Pletneva in postal splošno sprejet. Trenutno se neposredna istovetnost saltovsko-majaške kulture s Hazari pogosto uporablja v znanstveni literaturi, čeprav jo nekateri raziskovalci kritizirajo.

## Zgodovina raziskav
Raziskovanje najdišča Verhni Saltov je leta 1900 začel lokalni učitelj V. A. Babenko, ki je na pobočju ene od grap na desnem bregu Severskega Donca odkril starodavno grobišče. Izkopavanja po prvi svetovni vojni so pokazala, da gre za  ostanke srednjeveškega mesta.  
Območje mesta meri približno 120 hektarjev. Utrdbe so delno ohranjene, pod zemljo pa se skrivajo ostanki obrambnih zidov, ki pričajo o nekdanji moči starodavnega mesta. Po sredini mesta je potekal globok jarek, ki je mesto delil na dva dela, sicer pa je mesto oklepal kamnit zid. Zidovi so bili obojestransko ojačani s kamnitim zidom, obloženim s ploščami peščenjaka. V okolici mesta je bilo več neutrjenih vasi. Ob severnem jarku je bilo odkritih veliko kleti in gospodarskih jam, vendar niti enega bivališča. V vaseh so bili najdeni odlomki keramike, masivni ribiški trnki, kolovrati in statve in razno orodje. 

## Materialna kultura

### Bivališča
Tipična stanovanjska hiša v majaškem kompleksu je bila pravokotna enoprostorska lesena hiša s površino od 11,7 do 18,3 m², približno meter globoko vkopana v zemljo. Ognjišče je bilo sredi hiše.
Tipična zgradba v dimitrijevskem kompleksu je bila pravokotna stanovanjska hiša brez hodnika s površino približno 9 m², vkopana za 0,8 m v zemljo. Imela je pod in na sredini ognjišče 
Za verhnesaltovski kompleks je značilna kvadratna hiša s površino približno 16 m², vkopana v zemljo za približno 1,4 m. Ognjišče je bilo sredi hiše ali ob steni. 
V Stepnom Podoncovju prevladujejo hiše kvadratne oblike, velike v povprečju 22 m² in  vkopane do 1,5 m. Gozdno-stepske različice so pretežno pravokotne, merijo približno 14 m² in so vkopane več kot 1 m. Za stepska bivališča so značilne krušne peči, v Stepnom Podoncovju v skoraj vsaki tretji hiši.   
Značilnosti zgradb kažejo vidne razlike med stepsko in gozdno-stepsko različico saltovsko-majaške kulture.

### Gospodarstvo
Prebivalci Hazarskega kaganata niso bili le nomadi. Odkritih je bilo več kot sto naselij z obsežnimi sledovi kmetijstva. Arheološke najdbe vključujejo trdno grajene hiše, ograde za živino, hleve in druga gospodarska poslopja. Obstajale so tudi trdnjave, kot je Sarkel, zgrajena iz opeke. Razen s kmetijstvom se se je prebivalstvo Hazarije ukvarjalo tudi z ribolovom, živinorejo, metalurgijo in lončarstvom. Obstajala je lastna abeceda, kar potrjujejo najdbe runskih grafitov. Ti kratki zapisi še niso dešifrirani.
Večina abasidskih in omajadskih dirhamov iz saltovskih kompleksov je bila skovana v 8. stoletju. Najdbe dirhamov iz 9. stoletja v saltovskih grobiščih in zakladih so redke. Med njimi so izključno dirhami, kovani leta 814.

### Duhovna kultura
Duhovna kultura saltovsko-majaške kulture je precej raznolika. Mnenja in zaključki zgodovinarjev in arheologov so včasih povsem nasprotni, saj so raziskave v tej smeri težavne zaradi pomanjkanja pisnih virov. 
Simboli in amuleti, najdeni med arheološkimi izkopavanji, omogočajo približno določitev mitologije in verovanj prebivalcev arheološke plasti Saltovo-Majak. Potekajo predvsem raziskave kovinskih amuletov, grafitov in tamg s podobnimi simboličnimi znaki. Raziskave v tej smeri je vodila V. E. Fljorova, ki je raziskovala zaznamke na keramiki, amulete in talismane. Med nomadi je bil prisoten  sinkretizem, v katerem se prepletajo najstarejše oblike religij (totemizem, čaščenje prednikov, nagualizem, ribiški in kmetijski kulti, šamanizem)  s poznejšimi oblikami. Strokovnjaki kljub pomanjkanju neposrednih dokazov v pisnih virih na podlagi posrednih dokazov domnevajo, da bi lahko poleg prej omenjenih kultov obstajal tudi kult vrhovnega božanstva Tengri kagana ter kult voditeljev, ki je bil v nasprotju z zgoraj naštetimi starejšimi kulti. Nobene sledi ni o sinkretizmu z islamom, judovstvom ali krščanstvom, saj nobena od zgornjih religij ni vplivala na verski in mitološki sistem prepričanj, ki se je odražal v materialni kulturi Hazarskega kaganata med saltovsko-majaško kulturo.
- Ženski nakit, 8.-9. stoletje
- Okraski z moških pasov, 8.-9. stoletje
- Saltovska keramika, 8.-9. stoletje

### Pismenost
Poskusi dešifriranja runskih spomenikov Donskega bazena s turškimi ali iranskimi jeziki ne dajejo prepričljivih rezultatov. Donski napisi imajo podobnosti z napisi iz Romunije, zlasti z napisi na predmetih iz Nagyszentmiklóškega zaklada, in runami iz tempeljskega kompleksa Murfatlar v Besarabiji. Vzporednice med donskimi runami in abecedami balkanskega izvora dajejo podlago za fonetične primerjave. Nastali prevodi odražajo ljudski latinski besedni zaklad, kar lahko kaže na kulturni vpliv nekdanjih podonavskih rimskih provinc.

### Pogrebni običaji
Večetnično prebivalstvo Hazarije je imelo različne pogrebne običaje. Katakombni grobovi so značilni predvsem za alansko prebivalstvo. Lobanje, najdene v katakombah, pripadajo kavkaškim Alanom. Jamski grobovi naj bi pripadali predvsem Prabolgarom in morda Hazarom. Lobanje, najdene v njih, kažejo na rahlo primes mongoloidnosti. Podobne lobanje so bile najdene med arheološkimi izkopavanji na ozemlju Volške Bolgarije in Donavske Bolgarije ter v stepah Krima. Mezokranialne lobanje so najdene na vsem ozemlju saltovsko-majaške kulture, kar kaže na medsebojno asimilacijo kultur. Etnična pripadnost pokojnikov z žarnih grobišč in identifikacija hazarskih grobov ostajata sporni. 
V. E. Fljorova meni, da so nekatere elemente pogrebnih običajev saltovsko-majaške kulture na Don v 7.–8. stoletju prinesli migranti iz karpatsko-donavskega bazena.

## Narodnostna sestava
Prebivalstvo saltovsko-majaške arheološke kulture je primerljivo  s prebivalstvom Hazarskega kaganata: Alani, Bolgari in Hazari.

### Gozdno-stepska različica
Keramika gozdno-stepske različice saltovsko-majaške kulture kaže na prisotnost petih etničnih skupin, od katerih sta dve alanski in tri bolgarske.